# Chapel Corner Cemetery
Chapel Corner Cemetery is een begraafplaats gelegen in de Franse plaats Sauchy-Lestrée (Pas-de-Calais). De militaire graven worden onderhouden door de Commonwealth War Graves Commission.
De begraafplaats telt 149 geïdentificeerde Gemenebest graven uit de Eerste Wereldoorlog.